# Алкеїв вірш
Алке́їв ві́рш (або Алкейська строфа) — одна з античних строф, власне чотирирядкова строфа, що складається з різнометричних (логаедичних) стоп.
Алкейська строфа запроваджена еллінським поетом Алкеєм (VII—VI ст. до н. е.) набула викінченого, строгішого вигляду в доробку Горація (65—8 рр. до н. е.), тому пойменована ще й «гораціанською строфою».

## Структура
Алкеєва строфа складається з 4 віршів, з яких перші 2 вірші в строфі складаються з 11 довгих і коротких складів такого чергування:
˘ ¯ ˘ ¯ ¯ // ¯ ˘ ˘ ¯ ˘ ˘
третій — з 9-ти складів
˘ ¯ ˘ ¯ ˘ ¯ ˘ ¯ ˘
четвертий — з 10-ти складів:
¯ ˘ ˘ ¯ ˘ // ˘ ¯ ˘ ¯ ˘

## Алкейська строфа в українській поезії
Алкейська строфа майже не уживають тепер в європейській поезії та в українській тому, що вони не відповідають духові нашої поезії. Правда, дехто уживав їх у перекладах латинських і грецьких авторів, а зрідка й в оригінальних творах, як, наприклад:
Душа безсмертна! // Жить віковічно їй?!

Жорстока думка, // дика фантазія,

Льойоли гідна й Торквемади!

Серце холоне і томиться розум...— І. Франко, Зів'яле листя" (III)
або:
Поки душею я не втонув іще

В нірвану й тіло ще не розпалося,

  Я можу ще тебе, Вкраїно,

Серцем кохати й тобі служити.— В. Самійленко, Україні
Коли не читати ці строфи ритмічно, то вони не роблять вражіння в'язаної мови, а просто — прози. Тому наші поети в перекладах часто заступають їх своїми — народніми ритмами і строфами, наприклад,Петро Ніщинський в перекладі «Антигони» Софокля (О. 1883), Іван Франко в перекладі «Царя Ойдипа».